# Verwaltungsgemeinschaft Vacha

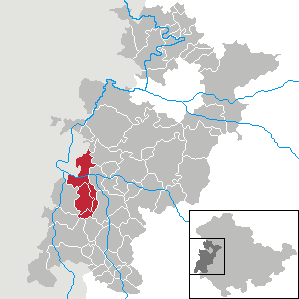
Lage der ehemaligen Verwaltungsgemeinschaft im Wartburgkreis

Die Verwaltungsgemeinschaft Vacha war eine Verwaltungsgemeinschaft im thüringischen Wartburgkreis, in der sich vier Gemeinden zur Erledigung ihrer Verwaltungsgeschäfte zusammengeschlossen hatten. Sitz der Verwaltungsgemeinschaft war in Vacha.

## Die Gemeinden
1. Martinroda
2. Vacha, Stadt
3. Völkershausen
4. Wölferbütt

## Geschichte
Die Verwaltungsgemeinschaft wurde am 24. August 1990 gegründet. Zum 1. August 1996 wurde Pferdsdorf nach Unterbreizbach eingemeindet und verließ die Verwaltungsgemeinschaft damit. Mit dem Thüringer Gesetz zur freiwilligen Neugliederung kreisangehöriger Gemeinden im Jahr 2013 wurde die Verwaltungsgemeinschaft Vacha in die Einheitsgemeinde Stadt Vacha überführt.

### Einwohnerentwicklung
Entwicklung der Einwohnerzahl:
| - 1995: 6687 - 2000: 6004 - 2005: 5790 - 2010: 5520 - 2012: 5469 |

 Datenquelle: ab 1994 Thüringer Landesamt für Statistik – Werte vom 31. Dezember